# تندرة

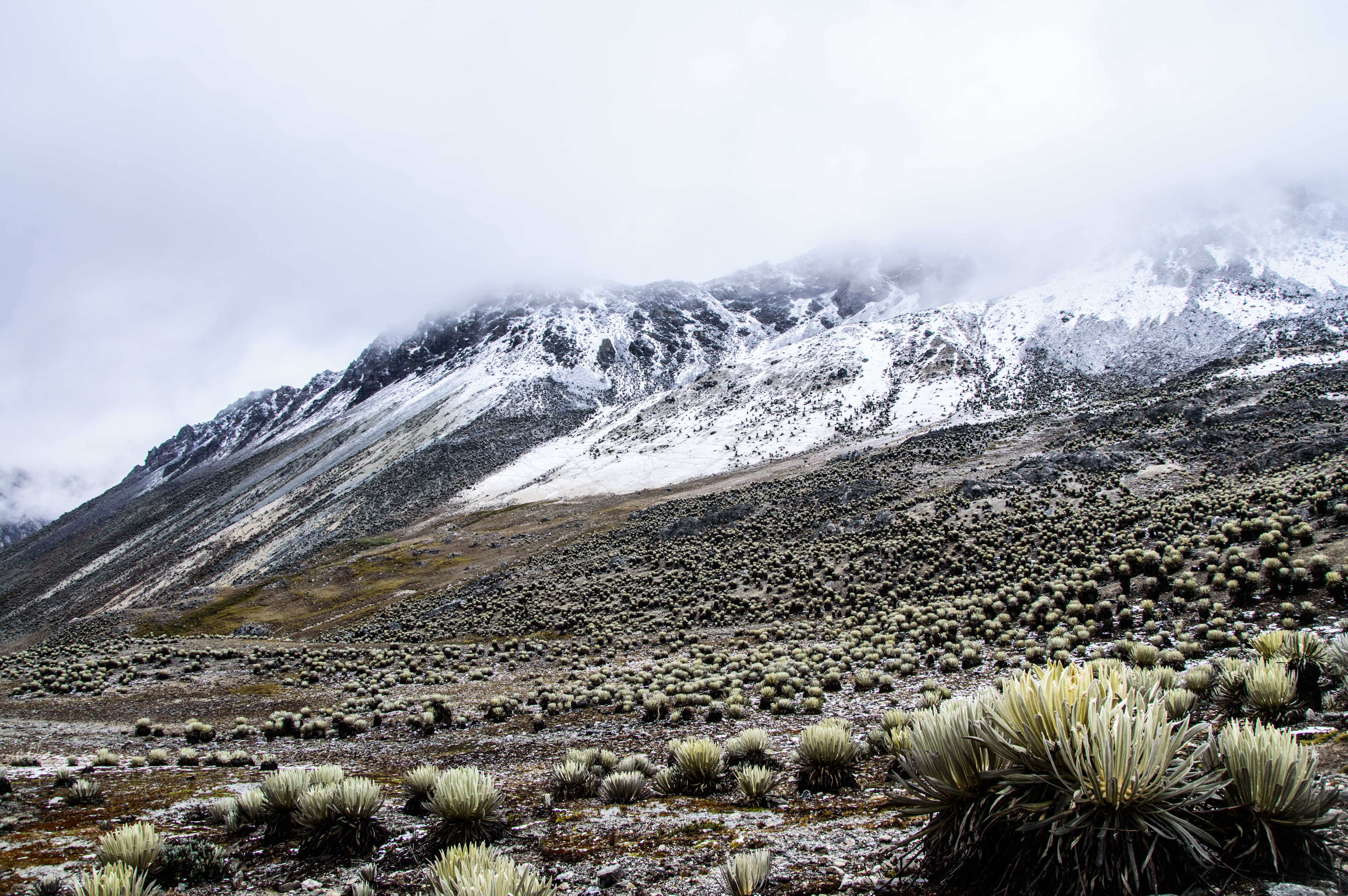
التندرة في جبال الأنديز الفنزويلية.

التَنْدَرة أو التندرا في الجغرافيا الطبيعية هي نوع من الحيوم حيث يمتنع نمو الأشجار بسبب درجات الحرارة المنخفضة جداً وقصر طول مدة النمو.
يأتي مصطلح التندرة من اللغة الروسية тундра (تعريب حرفي: tūndra) من لغة السامي الكيلدينية tūndâr والتي تعني المرتفعات أو المقطع الجبلي عديم الأشجار.
هناك ثلاثة أنواع من التندرة: تندرة القطب الشمالي، تندرة المرتفعات، و تندرة القطب الجنوبي. في التندرة، يتكون الغطاء النباتي من شجيرات قصيرة، سعديات، نجيليات، حزازيات وأشنة، وقد تنمو بعض الأشجار المتفرقة في بعض مناطق التندرة.

## تندرة القطب الشمالي
تقع تندرة القطب الشمالي في أقصى نصف الكرة الشمالي، شمال حزام التايغا. ترمز كلمة التندرة غالبا للمناطق حيث الطبقة الترابية السطحية الثانية عبارة عن تربة صقيعية، أو تربة متجمدة دائمة. (يمكن أن ترمز أيضاً إلى السهول عديمة الأشجار على العموم، حيث يمكن إدخال شمال منطقة لابي). تتضمن تندرة التربة الصقيعية مناطق شاسعة من شمال روسيا وكندا. التندرة القطبية موطن لعديد الشعوب والقوميات، مثل شعب نغاناسان وشعب النينيتس في منطقة التربة الصقيعية (وقومية سامي في منطقة لابي).

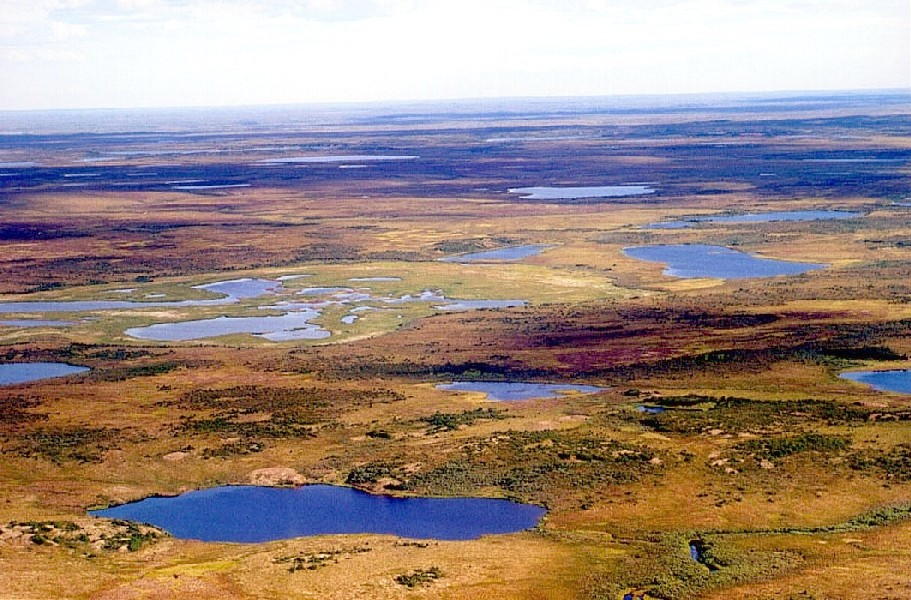
التندرة في سيبيريا

تتضمن التندرة القطبية مناطق متجمدة مثلجة معظم أيام السنة، بعمق يتراوح بين 25 و90 سنتيمتر، حيث من المستحيل أن تنمو الأشجار. وعوض ذلك، تتحمل بعض الأراضي الصخرية نمو بعض النباتات قصيرة النمو كالخلنجيات (خلنج ألبي
وتوت بري أسود) والأشنات. هناك فصلين رئيسيين في مناطق التندرة، الشتاء والصيف. في غضون الشتاء يكون الجو باردا ومظلما مع معدل حراري يصل حوالي –28°م، ويمكن أن تهبط إلى أقل من –50°م. رغم ذلك فإن درجات الحرارة لا تهبط إلى أقصى الحدود كما الحال في مناطق التايغا نحو الجنوب (كمثال، أدنى درجات الحرارة التي سجلت في كندا وروسيا كانت في التايغا وليس التندرة). خلال فصل الصيف، ترتفع درجات الحرارة حيث يمكنها إذابة الجليد السطحي فتصبح الأرض زلقة وتتكون بحيرات وبرك ومستنقعات خلال الأشهر الأكثر دفئا. تصعد درجات الحرارة في النهار إلى 12°م، ولكن يمكن أن تهبط هي أيضاً إلى 3°م أو حتى ما تحت درجة التجمد.

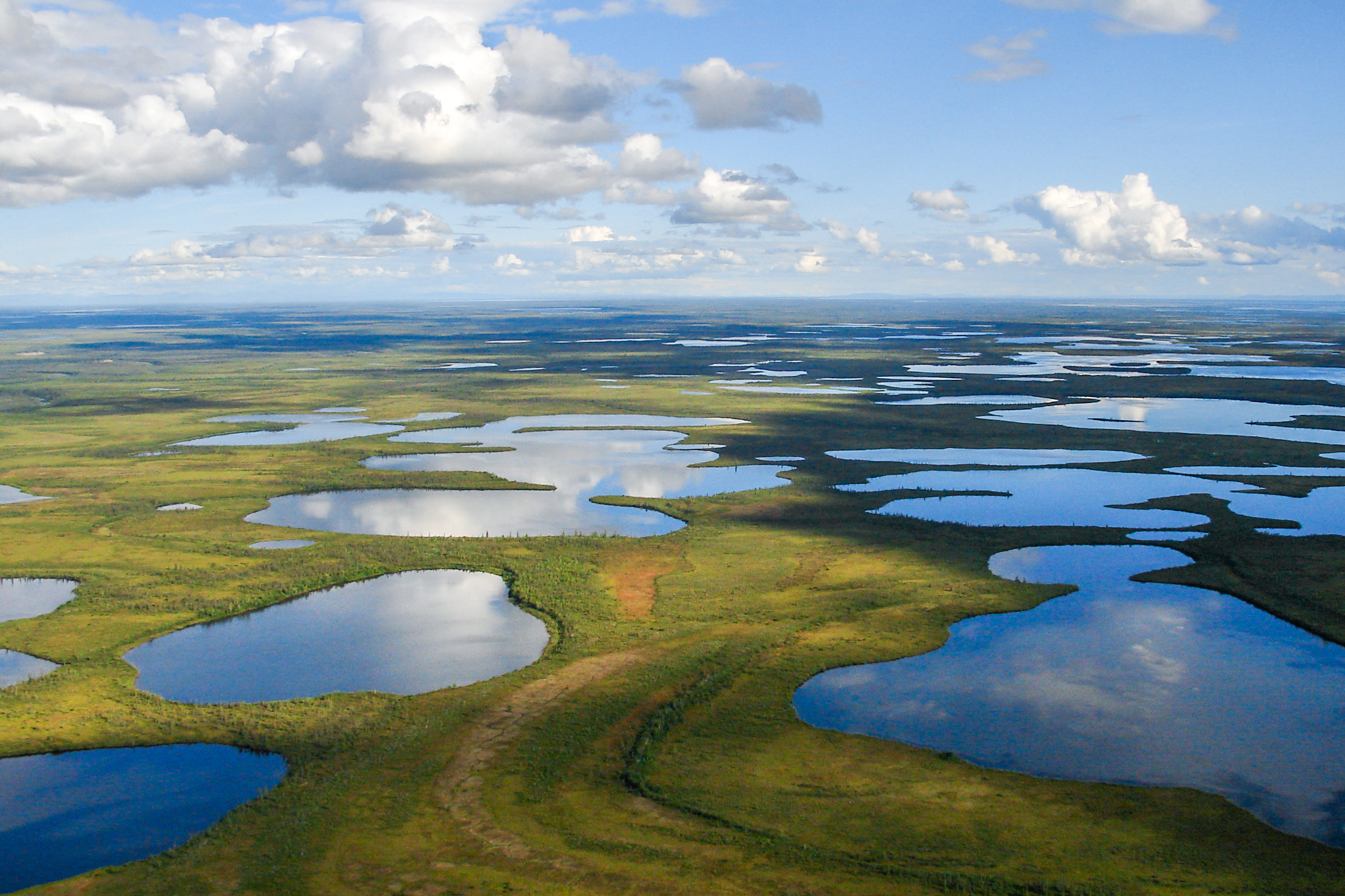
منتزه فانتوت الوطني في كندا

تكون الرياح في مناخ التندرة قوية فتصل إلى سرعات تتراوح بين 50 و100 كم/س. ورغم ذلك فإن التساقطات القليلة تجعل المنطقة كالصحراء مع حوالي 150 إلى 200 مـم سنوياً (عادة ما يتساقط أغلبية هذا الهطول صيفاً). وبما أن التساقطات خفيفة، فإن التبخر ضعيف نسبياً. خلال فصل الصيف تذوب التربة الصقيعية بنسبة تجعل النباتات تنمو وتتكاثر، لكن لأن تحت التربة متجمد فالماء لا يتسرب أعمق من ذلك المستوى، ولذلك فهو يشكل البحيرات والبرك المنتشرة خلال الفصل الأدفئ. هناك نمط طبيعي للحرائق حيث يتنوع بحسب نوعية الأراضي والغطاء النباتي. بينت الأبحاث في ألاسكا أنه يحدث حريق في المناطق المنخفضة الجافة أكثر من نظيرتها المرتفعة الرطبة بمعدل مرة كل 150 إلى 200 سنة.

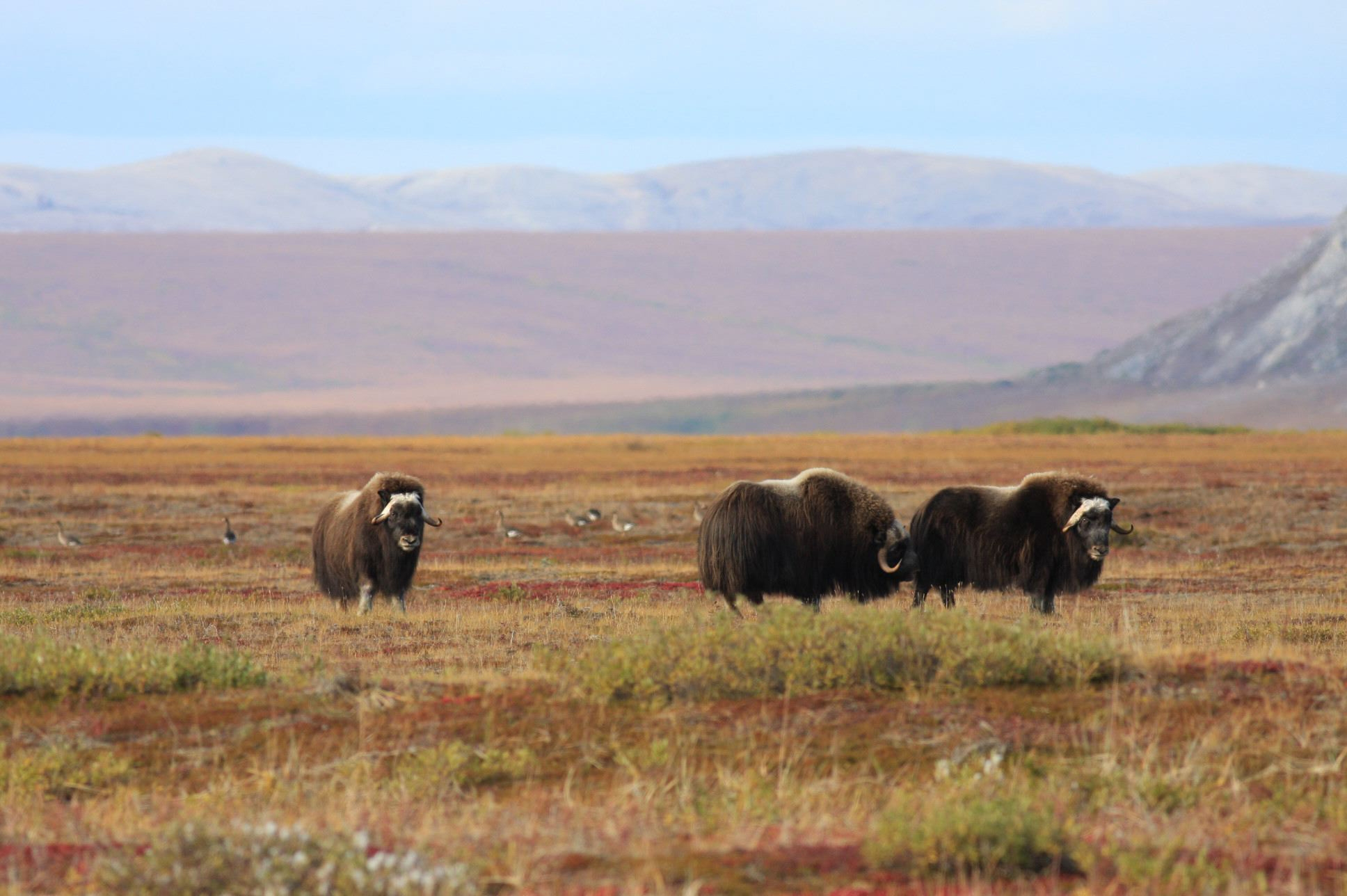
مجموعة من ثيران المسك في ألاسكا

إن التنوع البيولوجي في التندرة ضعيف، يمكن إيجاد 1,700 صنف من النباتات وفقط 48 صنفا من الثدييات الأرضية، مع ملايين من الطيور المهاجرة التي تلحق المستنقعات الصيفية كل سنة. هناك أيضاً أصناف أسماك قليلة. يمكن تمييز حيوانات ثور المسك، الثعلب القطبي، أرنب القطب الشمالي، البوم الثلجي والدب القطبي (فقط قرب البحار التي يوجد بها غذاء). التندرة خالية من متغيرات الحرارة مثل الضفادع أو السحالي.
ولأن مناخ تندرة القطب الشمالي قاس جداً، فإن المناطق من هذا النوع تشهد نشاطا بشريا قليلا، رغم غناها بالموارد الطبيعية مثل اليورانيوم والبترول. وقد بدأ هذا بالتغير في روسيا وألاسكا وبعض المناطق الأخرى ذات سمة التندرة.

### العلاقة بالاحترار العالمي
تهديد خطير للتندرة هو الاحترار العالمي، حيث يتسبب هذا الأخير في ذوبان التربة الصقيعية. وذوبان هذه التربة في منطقة معينة على مدار السلم الزمني البشري (عقود أو قرون) قد يغير حرفيا الأصناف التي تعيش هناك. وخطر محدق آخر هو وجود ثلث الكربون المحبوس في التربة على أراضي التايغا والتندرة. عندما تذوب التربة الصقيعية فإنها تطلق الكربون في الجو على شكل ثنائي أكسيد الكربون والميثان، حيث هي غازات دفيئة. وقد لوحظ هذا التأثير في ألاسكا. في السبعينات من القرن الماضي كانت التندرة شافطة الكربون، لكنها اليوم مصدر له. ينتج الميثان عن تحلل الغطاء النباتي في البحيرات والأراضي الرطبة.
في المناطق حيث الغطاء النباتي الميت يوجد احتمال حريق كالذي وقع في ألاسكا ودمر 1,039 كم² من التندرة. مثل هذه الأحداث قد تكون نتيجة ومساهما في نفس الوقت في الاحترار العالمي.

## تندرة القطب الجنوبي

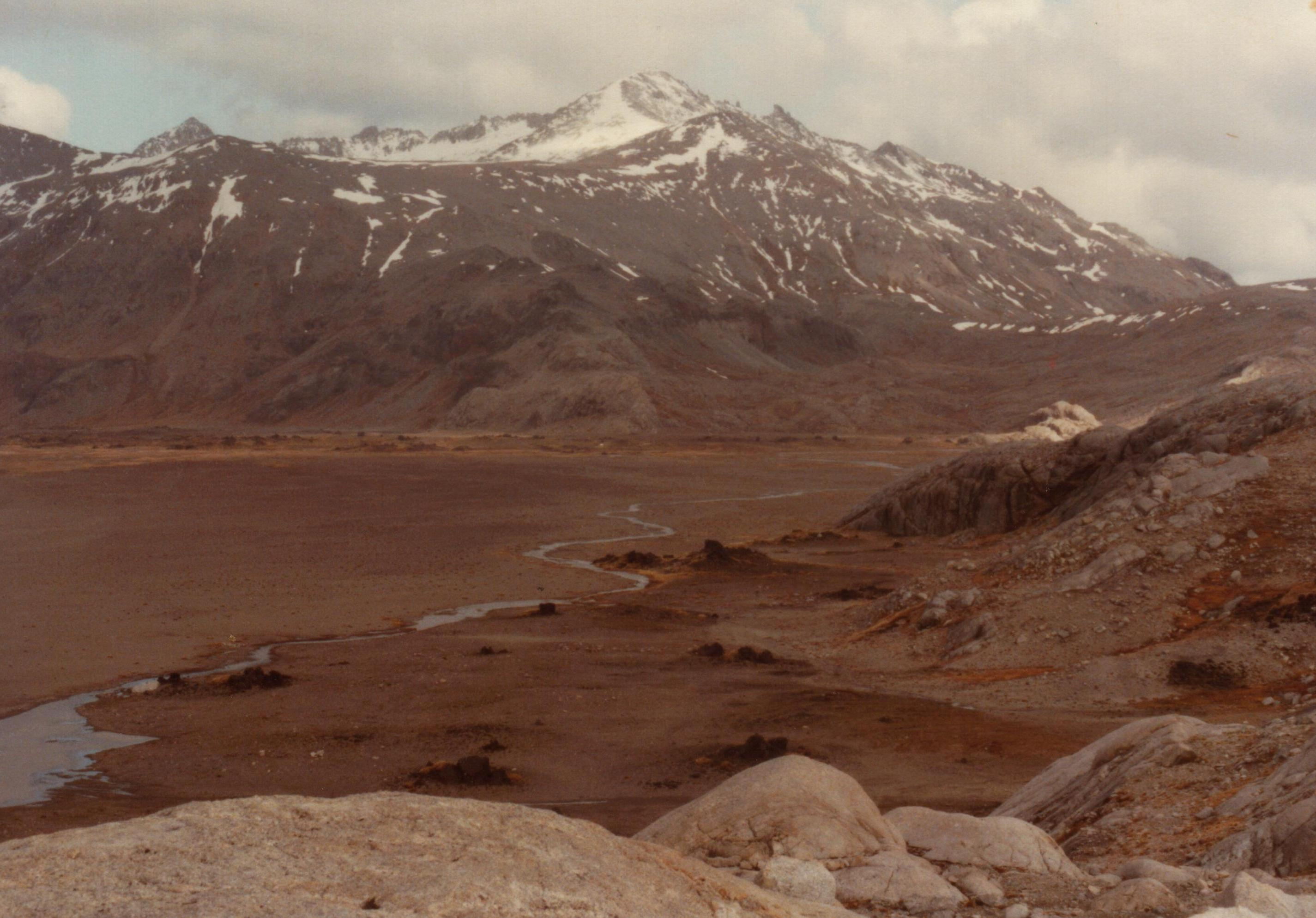
تندرة في شبه جزيرة رالييه دو باتي، جزر كيرغولين.

تقع تندرة القطب الجنوبي في أنتاركتيكا وعلى عدة جزر أنتاركتيكية وشبه أنتاركتيكية، متضمنة جورجيا الجنوبية وجزر ساندويتش الجنوبية وجزر كيرغولين. معظم أنتاركتيكا جاف وشديد البرودة على تحمل غطاء نباتي، ومعظم القارة مغطى بصفائح جليدية. ورغم ذلك فبعض أجزاء القارة، خصوصاً شبه الجزيرة القطبية الجنوبية، حيث توجد مناطق صخرية تدعم وجود حياة نباتية. يتميز الغطاء النباتي بوجود 300 إلى 400 أشنة، 100 نبتة حزازية، 25 نبتة كبدية وحوالي 700 نوع طحلب بري وبحري يعيش على الصغور والتربة حول حافة القارة. يوجد في المناطق الشمالية والغربية لشبه الجزيرة القطبية الجنوبية نوعي النباتات المزهرة، الديشمبية القطبية الجنوبية والكولوبنط الكيتوني.
وعكس تندرة القطب الشمالي، فإنه توجد أنواع كثيرة مختلفة من الثدييات بتندرة القطب الجنوبي، غالبا بسبب عزلة أنتاركتيكا عن باقي القارات. تقطن الثدييات البحرية والطيور البحرية مثل الفقمات والبطاريق المناطق قرب السواحل، وبعض الثدييات الصغيرة مثل الأرانب والقطط تم إدخالها إلى بعض الجزر شبه الأنتاركتيكية بسبب البشر.
النباتات والحيوانات في أنتاركتيكا والجزر الأنتاركتيكية (جنوب خط طول 60° جنوباً) محمية بمعاهدة أنتاركتيكا.

## تندرة المرتفعات

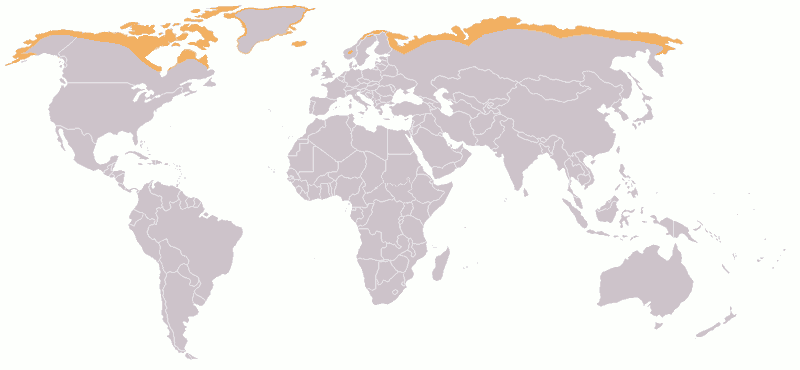
مناطق التندرة في العالم

لا تحتوي تندرة المرتفعات على أشجار بحيث يمنع المناخ والتربة على الإرتفاعات العالية نمو الأشجار. يمكن تمييز تندرة المرتفعات عن تندرة القطب الشمالي بعدم وجود تربة صقيعية في تندرة المرتفعات، والذي يعتبر هطوله قويا بالمقارنة مع تندرة القطب الشمالي.
تندرة المرتفعات في الجبال بمختلف مناطق العالم، وتتميز بفلورة تتكون من شجيرات قصيرة قريبة من السطح. يتسبب انخفاض درجات الحرارة في الجو بتكوّن المناخ البارد الذي يشبه المناخ القطبي.

## مناخ التندرة

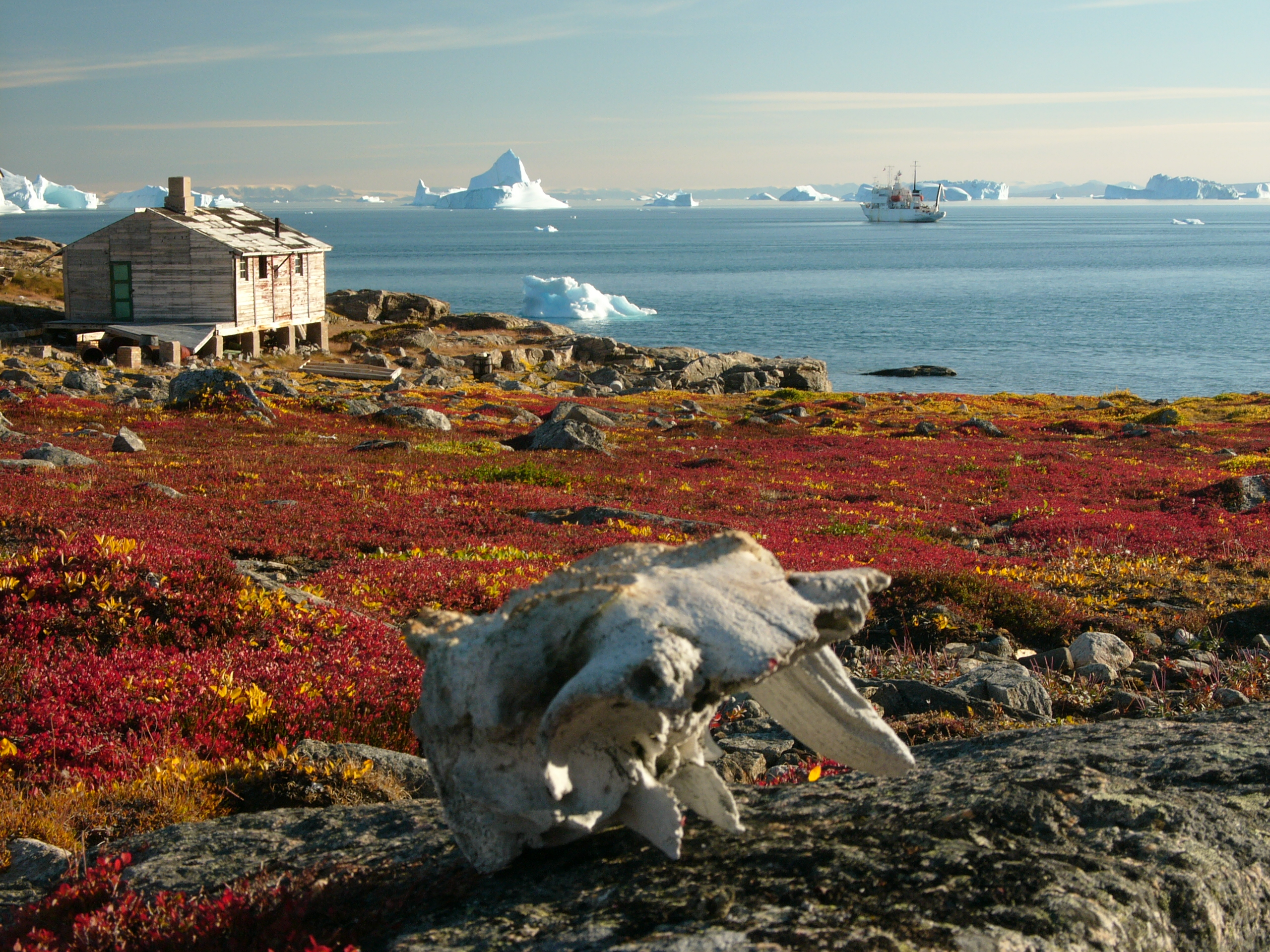
التندرة في غرينلاند

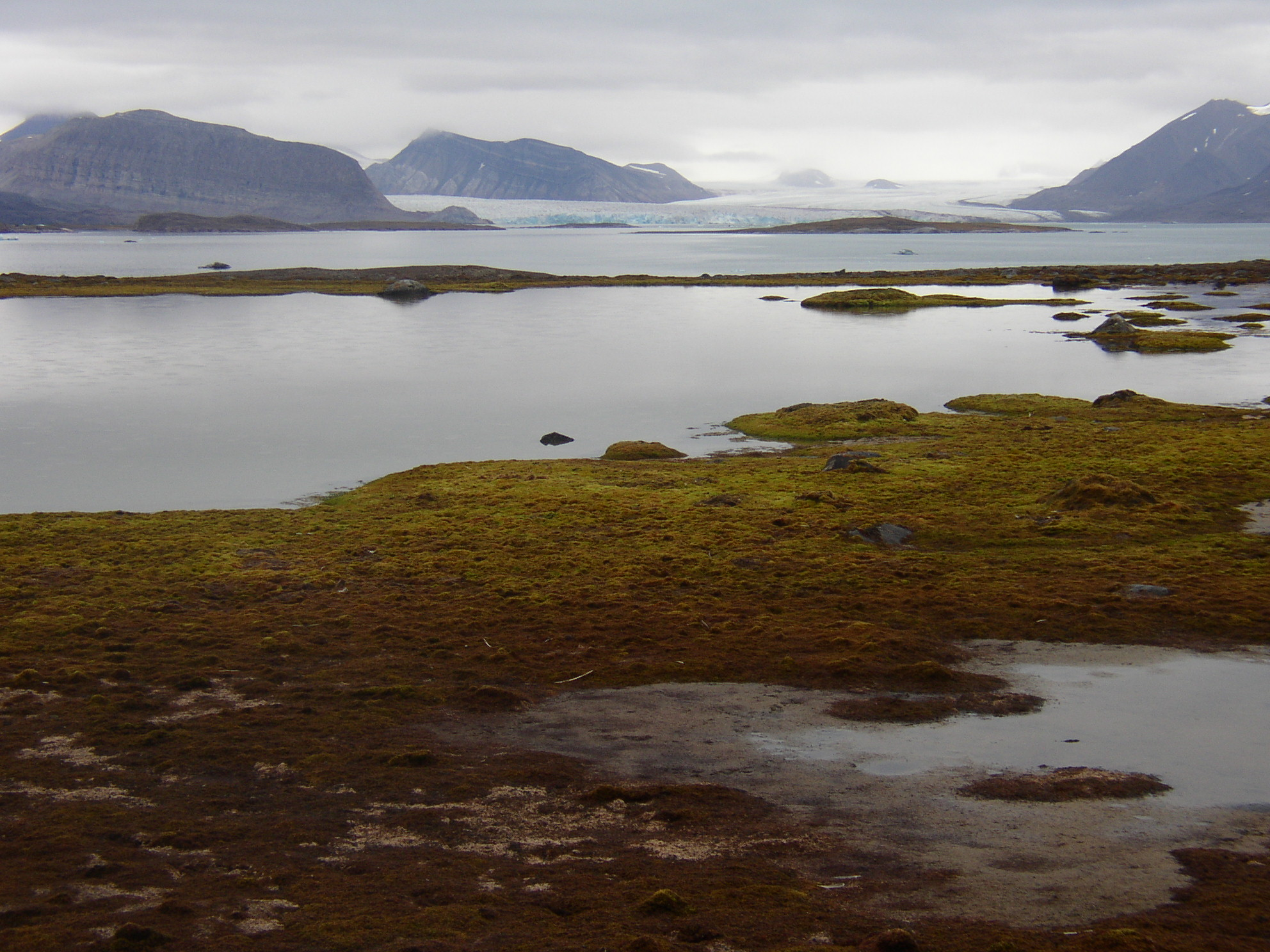
مناطق التندرة والفيوردات والمجلدات والجبال. كونغسفيوردان، سبيتسبرغن.

يقع مناخ التندرة ضمن تصنيف كوبن للمناخ برمز ET، ممثلا مناخا محليا حيث على الأقل تعلو معدلات درجات الحرارة بشكل كاف لإذابة الثلوج (0°م) خلال شهر واحد، لكن لا شهر تعلو معدلاته عن 10°م. يحد هذا المناخ من الجانب الشمالي مناخ الصفائح الجليدية والمناخ الشبه القطبي، وذلك في مناطق حدودية عدة منها سيبيريا، ألاسكا، كندا، إسكندنافيا، روسيا الأوروبية، غرب سيبيريا وأجزاء من إيسلندا وأقصى جنوب أمريكا الجنوبية. كما تعتمد أشجار وغابات التندرة على درجات الحرارة المحلية أكثر من التساقطات.

## سكان التندرة

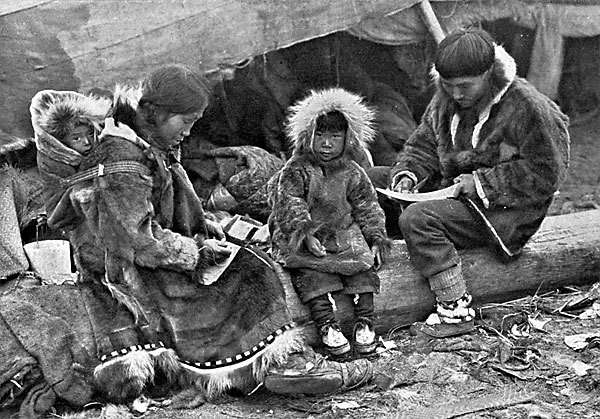
عائلة من الإنويت، عام 1917

يسكن السهول الجرداء في التندرة قبائل مختلفة قليلة الأفراد. ففي أمريكا يعيش الأسكيمو وهم قوم ساحليون يحصلون على قوتهم من البحر بصفة عامة. أما في سهول أوراسيا حيث التندرة تعيش قومية سامي في منطقة لابي في السويد والنرويج. وتقطن شعوب الأوستياك وراء جبال الأورال ومجموعات بشرية أخرى مثل اليوراك والياكوت والسمويد. ويعتقد أن بعض هذه الجماعات من أصل مغولي، لكن يوجد بينها اختلاط كبير، وجلهم يعيشون في ظروف حياة متشابهة.

## النباتات
نجد العديد من النباتات في التندرة، فمن الجنوب إلى الشمال نجد أنواعا من الصفصافيات منها ما هو قزمي، كما نجد أشجارا مثل القضبان والسعديات والأسليات، وصولا إلى النطاقات التي تكون فيها النباتات عبارة عن طحالب وأشنة. والجدير بالملاحظة أن نمو كل هذه النباتات يكون بطيئا، وكذلك انعدام الأشجار أو فقط وجود بعض الأنواع المتحملة للظروف المناخية القاسية، حيث الأجواء الباردة.

## الحيوانات

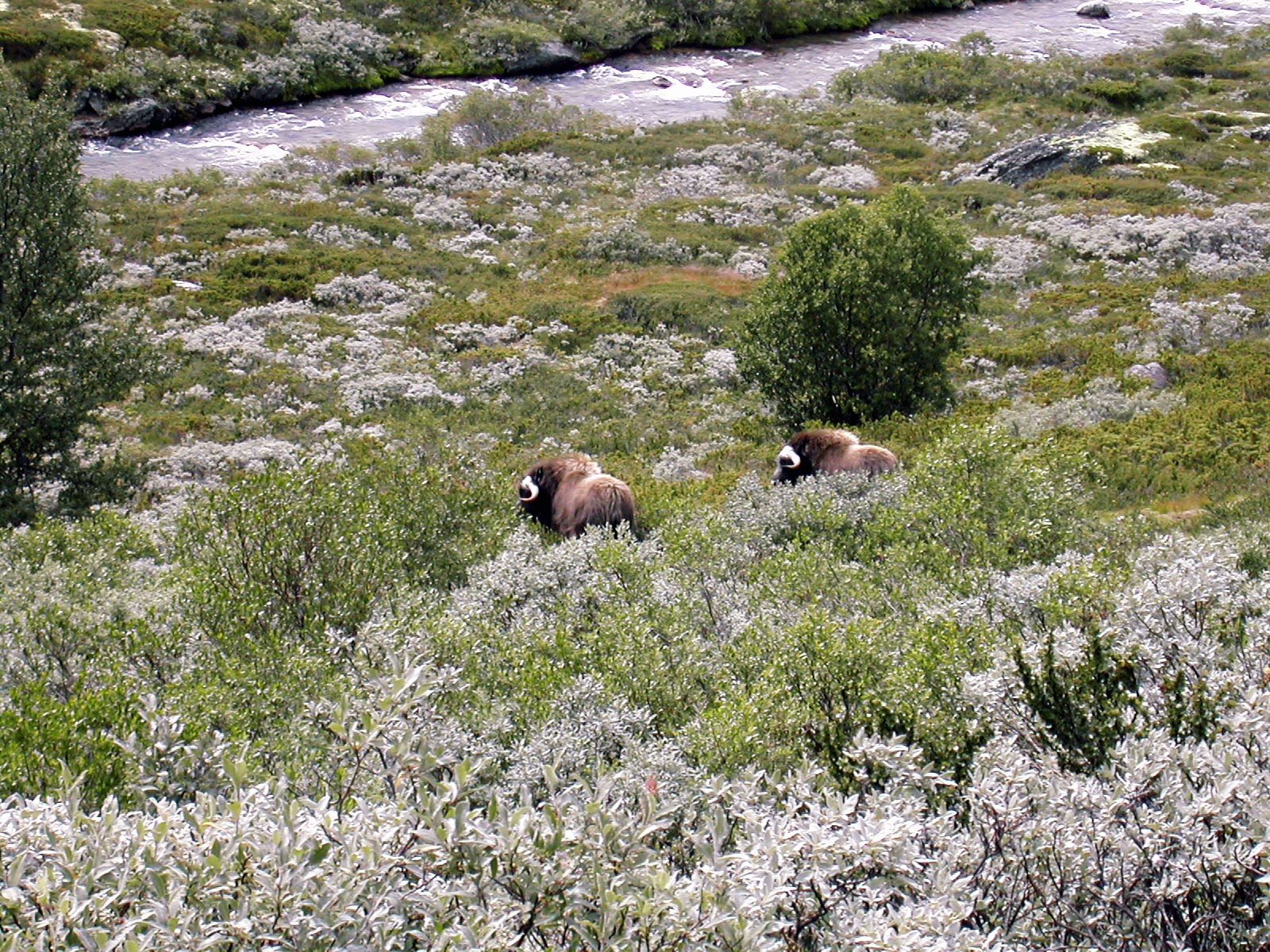
ثور المسك في Dovrefjell ، النرويج.

الحيوانات التي تعيش في هذا المجال الحيوي تكون ذات فراء أو ريش كثيف وأبيض في الشتاء، كما تتميز بوجود طبقة شحمية كبيرة لحمايتها من البرد. ومن الطيور نجد أحد أنواع البوم المسمى ببوم هارفانغ (بالإنجليزية: Harfang Owl)‏، والطيهوج وهي نوع من الطيور المهاجرة. ومن الحيوانات الأخرى نجد الأيل الكندي بأمريكا الشمالية، والرنة في أوراسيا، والثور المسك. أما الحيوانات اللاحمة، فنجد الدببة القطبية والذئاب الرمادية والثعالب القطبية. ويتمثل غذاءها جزئيا في القوارض الصغيرة مثل اللموس. وفي فصل الصيف، تنمو حشرات مثل أصناف البعوضيات وتعيش الدببة البيضاء (الدب القطبي).